# Arabis parvula
Arabis parvula là một loài thực vật có hoa trong họ Cải. Loài này được Dufour mô tả khoa học đầu tiên năm 1825.